# Jean Ousset
Jean Ousset (Oporto, Portugal, 28 de julio de 1914 - París, Francia 20 de abril de 1994) fue un escritor y filósofo católico francés, activista del movimiento monárquico Acción Francesa en la década de 1930, y secretario personal de su líder, Charles Maurras. Bajo el régimen de Vichy durante la Segunda Guerra Mundial, fue jefe de la oficina de investigación de Jeune légion, una estructura dependiente de la Légion française des combattants, la asociación de veteranos creada en 1940 y encabezada por Xavier Vallat.
Después de la Liberación, se convirtió en uno de los líderes de Cité catholique (La Ciudad Católica), un grupo católico tradicionalista. La Cité catholique también incluyó a Marcel Lefebvre, que más tarde fundó la Hermandad Sacerdotal San Pío X, libre de corrientes modernistas y neomodernistas. Como la Cagoule había hecho antes de la guerra, la Cité catholique tenía como objetivo infiltrarse en las élites de la República para formar un Estado católico nacional, a la manera de la España franquista.[cita requerida]
Publicó en 1949 Pour qu'Il règne (Para que Él reine), nombre que fue elegido por la sección belga de la HSSPX como título de su periódico. El prefacio del libro fue firmado por Marcel Lefebvre.
También escribió El Marxismo-Leninismo en el que desarrolló el nuevo concepto de "subversión" y argumentó que el marxismo-leninismo solo podía ser combatido por "una profunda fe, una obediencia ilimitada al Santo Padre y un conocimiento profundo de las doctrinas de la Iglesia". Su traducción al español fue prologada por Antonio Caggiano, arzobispo de Buenos Aires y capellán militar.

## Obras
Ousset, Jean  (1972). Para que Él reine, catolicismo y política por un orden social cristiano. Madrid: Speiro.